# Івановка (Стерлібашевський район)
Іва́новка (рос. Ивановка, башк. Ивановка) — присілок у складі Стерлібашевського району Башкортостану, Росія. Входить до складу Айдаралинської сільської ради.
Населення — 2 особи (2010; 2 в 2002).
Національний склад:
- росіяни — 100%